# Hupo
Hupo est une ville de Corée du Sud située dans le sud du district de Uljin, lui-même situé dans la province du Gyeongsang du Nord. En 2010, la ville comptait 8 512 habitants. Elle est qualifiée de myeon.